# Balett (ensemble)
Denna artikel behandlar balett som dansensemble som dansar balett. För andra betydelser av balett, se Balett (olika betydelser).
En balett (alt. balettensemble, balettkompani eller balettrupp) är en grupp dansare som dansar balett.

## Organisation
Följande roller kan förekomma i en balettensemble:
- Konstnärlig ledare
- Ensemblechef
- Balettmästare
- Pedagog
- Koreograf
- Koreolog
- Repetitör
- Konstnärlig rådgivare
- Premiärdansare
- Solister
- Dansare
- Orkester

## Balettensembler i världen

### Afrika
- South African Ballet Theatre

### Asien
- Shanghaibaletten
- Hongkong-baletten

### Europa

#### Danmark
- Den Kongelige Ballet

#### Frankrike
- Ballets Russes
- Parisoperans balett

#### Irland
- Ballet Ireland

#### Monaco
- Monte Carlo-baletten

#### Ryssland
- Bolsjojbaletten
- Mariinskijbaletten

#### Storbritannien
- English National Ballet
- Royal Ballet
- Scottish Ballet

#### Sverige
Klassisk balett:
- Kungliga Baletten
- Göteborgsoperans Danskompani

Modern balett
- Cullbergbaletten

#### Tyskland
- Iwanson Schule

### Nord- och Sydamerika
- American Ballet Theatre
- New York City Ballet

### Oceanien
- The Australian Ballet